# 478 v. Chr.
Portal Geschichte | Portal Biografien | Aktuelle Ereignisse | Jahreskalender | Tagesartikel

◄ |
6. Jahrhundert v. Chr. |
5. Jahrhundert v. Chr. |
4. Jahrhundert v. Chr. |
►

◄ | 490er v. Chr. | 480er v. Chr. | 470er v. Chr. | 460er v. Chr. |
450er v. Chr. |
►

◄◄ | ◄ | 481 v. Chr. | 480 v. Chr. | 479 v. Chr. | 478 v. Chr. |
477 v. Chr. |
476 v. Chr. |
475 v. Chr. |
► |
►►

## Ereignisse

### Politik und Weltgeschehen

#### Griechenland und seine Kolonien

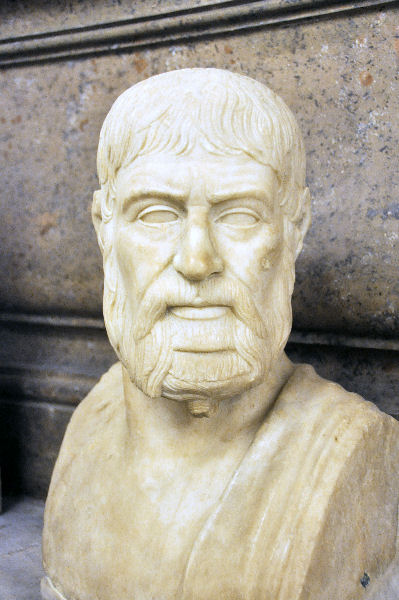
Büste des Pausanias in den Kapitolinischen Museen in Rom

- Eine griechische Flotte unter Führung des Spartaners Pausanias erobert Byzantion von den Persern.
- Gelon, der unumschränkte Herrscher über Syrakus und damit über ganz Sizilien, stirbt. Sein Bruder Hieron I., der ihm 485 v. Chr. bereits als Tyrann von Gela nachgefolgt ist, übernimmt nun auch die Herrschaft über Syrakus.

- um 478 v. Chr.: Der Attische Seebund unter der Führung Athens wird als Bündnis gegen die persische Drohung gegründet. Er entwickelt sich im Lauf des Jahrhunderts immer mehr zu einem Gegenstück zum spartanisch dominierten Peloponnesischen Bund.

#### Kaiserreich China
Zwischen 481 und 475 v. Chr. erfolgt im Kaiserreich China der Zhou-Dynastie gemäß der Geschichtsschreibung ein langsamer Übergang von der Zeit der Frühlings- und Herbstannalen zur Zeit der Streitenden Reiche.
In der Schlacht von Lize in China besiegt der Staat Yue den Staat Wu vernichtend.

### Kultur und Religion

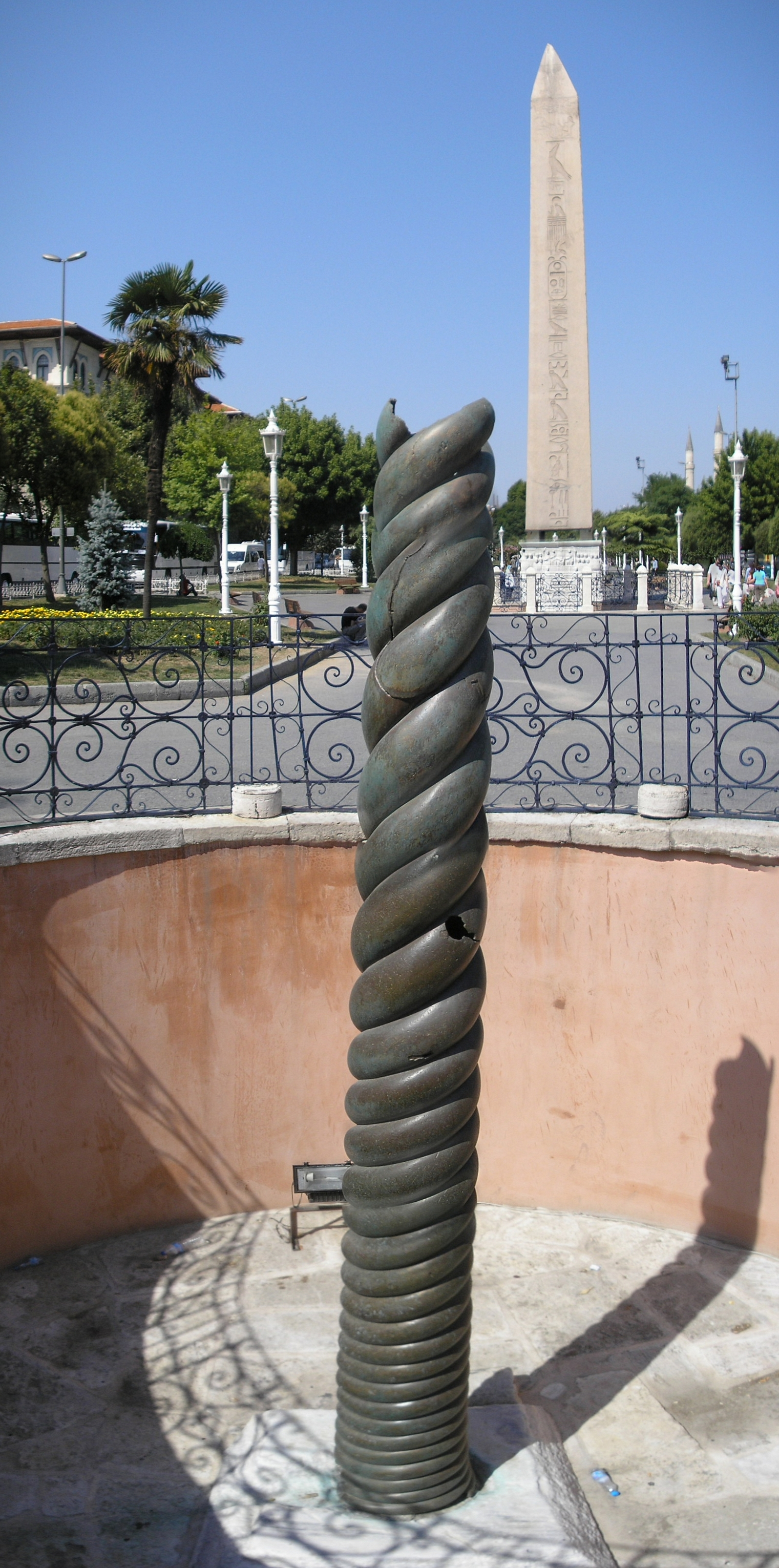
Schlangensäule

Nach ihren Siegen über die persischen Achämeniden in den Jahren zuvor errichten die Griechen dem Gott Apollon in Delphi die Schlangensäule.

## Gestorben
- Gelon, Tyrann von Gela und Syrakus aus der Familie der Deinomeniden (* um 540 v. Chr.)

- um 478 v. Chr.: Masistes, persischer Adeliger, Angehöriger der Achämenidendynastie